# The War at Home (série de televisão)
The War at Home é uma sitcom americana que estreou em 11 de Setembro de 2005 e cancelada em 2007 no canal americano FOX. O show teve um enredo semelhante a outra série de sucesso do canal, Married with Children. O show é exibido no Brasil pelo canal Fox Life.